# Fotelik samochodowy

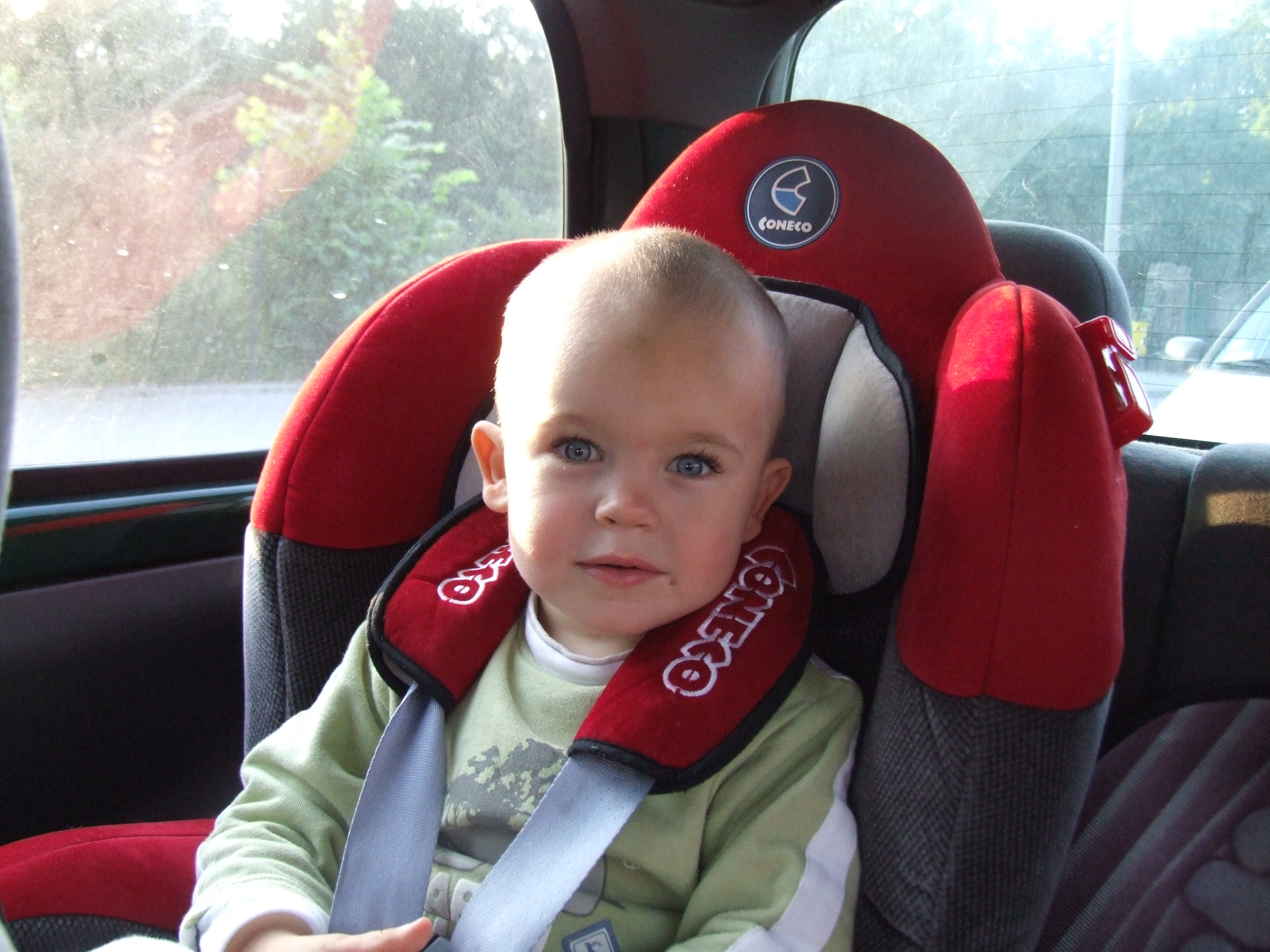
Dziecko w foteliku

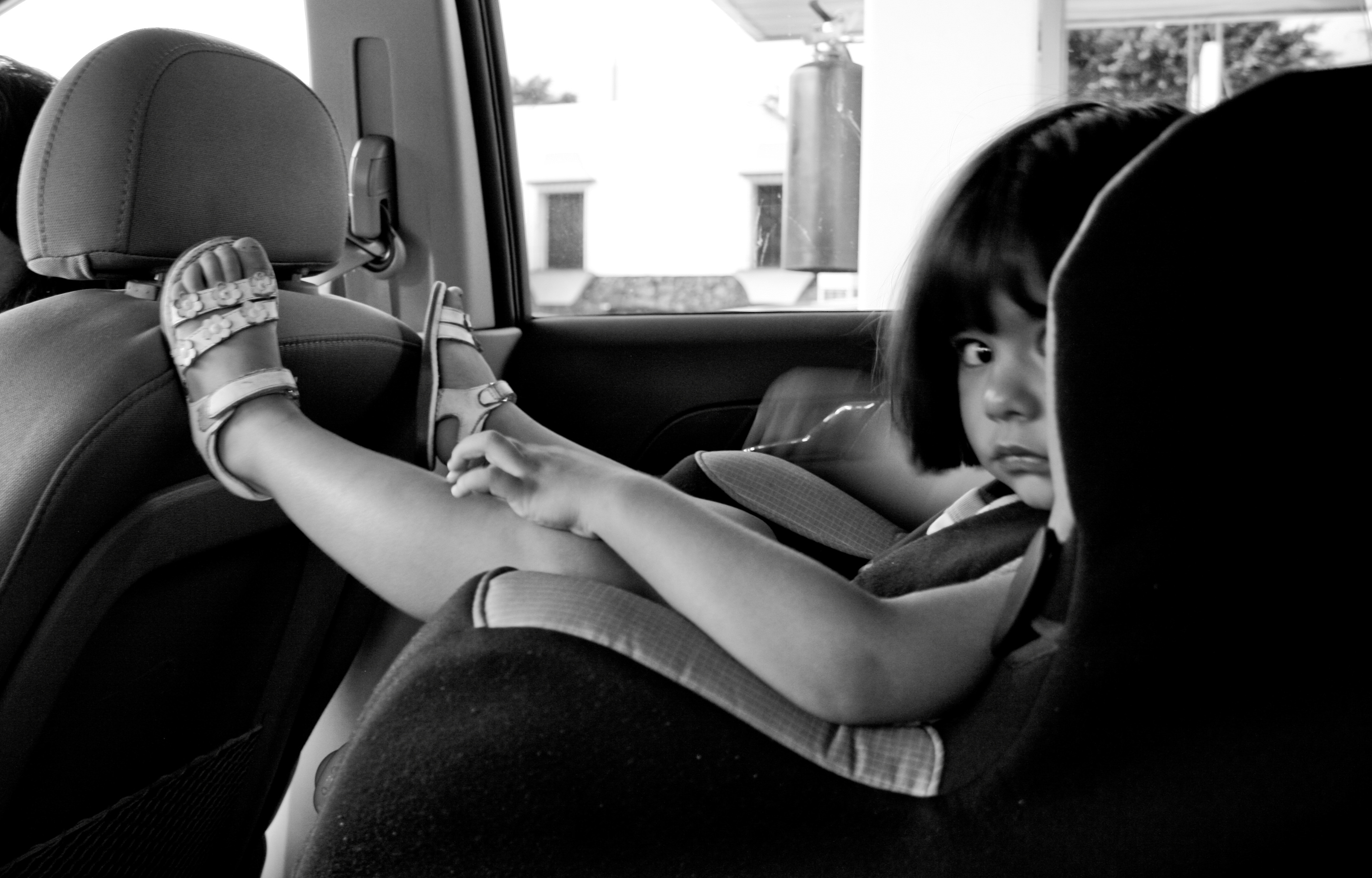
Dziewczynka w foteliku

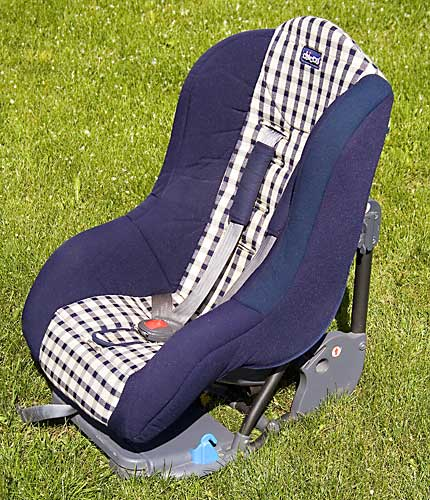
Inny model fotelika

Fotelik samochodowy chroni dziecko będące pasażerem samochodu przed skutkami zderzenia lub gwałtownego hamowania. 
Poprzez ścisłe związanie ciała dziecka z konstrukcją samochodu pozwala na zminimalizowanie działającego na nie przyspieszenia i, co za tym idzie, sił działających na ciało dziecka. Pozwala także na rozłożenie tych sił na jak największej powierzchni najsilniejszych części ciała. Jest podstawowym środkiem bezpieczeństwa biernego dzieci stosowanym w samochodach.
Fotelik samochodowy dla dzieci możemy zamocować na trzy sposoby:
1. FWF - przodem do kierunku jazdy
2. RWF - tyłem do kierunku jazdy
3. bokiem do kierunku jazdy (gondole samochodowe oraz foteliki dla wcześniaków z pozycją boczną)

Foteliki samochodowe możemy też zamocować za pomocą pasów bezpieczeństwa oraz systemu Isofix. Fotel może być przymocowany za pomocą dodatkowej bazy do fotelika lub wbudowanych elementów poprawiających prowadzenie pasów bezpieczeństwa lub wykorzystujących system Isofix.

## Grupy wagowe
Według obowiązujących w Europie standardów (Regulamin ECE R44) foteliki dzieli się na pięć grup wagowych:  
- Grupa 0 dla dzieci o wadze do 10 kg (wiek: od urodzenia do 6–9 miesięcy)
- Grupa 0+ dla dzieci o wadze do 13 kg (wiek: od urodzenia do 12–15 miesięcy)
- Grupa I dla dzieci o wadze od 9 do 18 kg (wiek: 9 miesięcy – 4 lata)
- Grupa II dla dzieci o wadze od 15 do 25 kg (wiek: 4–6 lat)
- Grupa III dla dzieci o wadze od 22 do 36 kg (wiek: 6–11 lat)

## Sytuacja prawna w Polsce
Obowiązek stosowania fotelików samochodowych wprowadzono w kraju w 1999 roku. Aktualnie (3.12.2018) dzieci muszą być przewożone w foteliku do momentu osiągnięcia 150 cm wzrostu, z wyjątkiem sytuacji, gdy dziecko nie mieści się w dostępnych na rynku fotelikach i jest przewożone na tylnym siedzeniu – wtedy można zaprzestać użytkowania fotelika w momencie osiągnięcia 135 cm wzrostu. Przewóz trzeciego dziecka na tylnym siedzeniu tylko w pasach bezpieczeństwa jest możliwy po ukończeniu trzeciego roku życia w sytuacji, gdy na tylnej kanapie podróżuje już dwójka dzieci w fotelikach i nie ma możliwości zamontowania trzeciego fotelika. Z jazdy w foteliku zwolnione są dzieci w taksówce, radiowozie i karetce pogotowia. Przewożenie dziecka z naruszeniem przepisów lub przewożenie w foteliku zamontowanym niezgodnie z instrukcją producenta jest traktowane jako wykroczenie.

### Norma ECE R44-03 i ECE-04
Foteliki sprzedawane w Polsce muszą być homologowane według europejskiego certyfikatu bezpieczeństwa ECE R44-03 lub ECE R44-04, jednak nie jest to gwarancją faktu, że wyrób zapewnia wysoki poziom ochrony w momencie wypadku.

### Norma i-Size (ECE R129)
Następca norm ECE-03 i ECE-04 to również europejski certyfikat bezpieczeńśtwa ECE R129, potocznie zwany i-Size. Jego wprowadzenie nie oznacza jednak, że dwa poprzednie przestały obowiązywać. Obecnie wszystkie te normy funkcjonują jednocześnie. I-size to podejście bardziej restrykcyjne. Większą wagę przywiązuje się zarówno do bezpieczeństwa, ale także do wygody dziecka.  